# Convolvulus tricolor
Convolvulus tricolor é uma espécie de planta com flor pertencente à família Convolvulaceae. 
A autoridade científica da espécie é L., tendo sido publicada em Sp. Pl. 1: 158. 1753.

## Portugal
Trata-se de uma espécie presente no território português, nomeadamente os seguintes táxones infraespecíficos:
- Convolvulus tricolor subsp. tricolor - presente em Portugal Continental e no Arquipélago da Madeira. Em termos de naturalidade é nativa das duas regiões atrás referidas. Não se encontra protegida por legislação portuguesa ou da Comunidade Europeia.